# Diocesi di Sandakan
La diocesi di Sandakan (in latino: Dioecesis Sandakanensis) è una sede della Chiesa cattolica in Malaysia suffraganea dell'arcidiocesi di Kota Kinabalu. Nel 2022 contava 59.764 battezzati su 1.270.881 abitanti. È retta dal vescovo Julius Dusin Gitom.

## Territorio
La diocesi comprende due divisioni amministrative nella parte orientale dello stato malese di Sabah, Sandakan Division e Tawau Division.
Sede vescovile è la città di Sandakan, dove si trova la cattedrale di Santa Maria (St. Mary).
Il territorio della diocesi si estende su 43.110 km² ed è suddiviso in 5 parrocchie.

## Storia
La diocesi è stata eretta il 16 luglio 2007 con la bolla Missionalem per navitatem di papa Benedetto XVI, ricavandone il territorio dalla diocesi di Kota Kinabalu (oggi arcidiocesi).
Originariamente suffraganea dell'arcidiocesi di Kuching, il 23 maggio 2008 è entrata a far parte della provincia ecclesiastica di Kota Kinabalu.

## Cronotassi dei vescovi
Si omettono i periodi di sede vacante non superiori ai 2 anni o non storicamente accertati.
- Julius Dusin Gitom, dal 16 luglio 2007

## Statistiche
La diocesi nel 2022 su una popolazione di 1.270.881 persone contava 59.764 battezzati, corrispondenti al 4,7% del totale.
| anno | popolazione | popolazione | popolazione | presbiteri | presbiteri | presbiteri | presbiteri                | diaconi | religiosi | religiosi | parrocchie |
| anno | battezzati  | totale      | %           | numero     | secolari   | regolari   | battezzati per presbitero | diaconi | uomini    | donne     | parrocchie |
| ---- | ----------- | ----------- | ----------- | ---------- | ---------- | ---------- | ------------------------- | ------- | --------- | --------- | ---------- |
| 2007 | 64.000      | 1.000.000   | 6,4         | 6          | 6          |            | 10.666                    |         |           | 2         | 4          |
| 2010 | 47.242      | 1.136.583   | 4,2         | 7          | 7          |            | 6.748                     |         |           | 10        | 4          |
| 2014 | 52.008      | 1.271.388   | 4,1         | 9          | 9          |            | 5.778                     |         | 1         | 12        | 4          |
| 2017 | 54.533      | 1.245.132   | 4,4         | 9          | 9          |            | 6.059                     |         |           | 8         | 5          |
| 2020 | 59.266      | 1.377.344   | 4,3         | 11         | 11         |            | 5.387                     |         |           | 9         | 5          |
| 2022 | 59.764      | 1.270.881   | 4,7         | 10         | 10         |            | 5.976                     |         |           | 9         | 5          |